# 민주독립당
민주독립당(民主獨立黨)은 1947년 10월 20일 신한국민당, 민중동맹(民衆同盟), 신진당(新進黨), 건민회(健民會), 민주통일당(民主統一黨) 등 5개 정당이 해체 및 통합하여 결성된 정당이다. 당대표는 홍명희였고 상무중앙집행위원은 홍명희·박용희(朴容羲)·이극로·오화영·김평(金乎)·김원용(金元容)·이순탁(李順鐸)였다. 이승만의 단선단정론을 반대하고 김구·김규식의 남북협상론을 지지하였지만 1948년 남북연석회의 이후 친북파와 양김파로 분열하여 몇 차례의 대량 탈당 사태 끝에 친북군소정당으로 전락하였다. 1949년 국회 프락치 사건에 연루되었으며 1949년 10월 18일 법령 제55호 제2조 (가)항에 해당되는 정당·사회단체로서 구분되어 등록취소처분되었다.

## 역사

### 창당 (1947)
1947년 10월 20일 신한국민당, 민중동맹(民衆同盟), 신진당(新進黨), 건민회(健民會), 민주통일당(民主統一黨) 등 5개 정당이 해체 및 통합하여 민주독립당이 결성되었다. 임원선거에 들어가 의장에 박용희(朴容羲)·김평(金乎)·이극로·홍명희·김원용(金元容) 5인, 서기 姜俊杓 외 2인, 사찰위원에 金斗鎬 외 9인을 각각 선출하였다.
1947년 10월 31일 민주독립당은 중앙위원 부서를 발표하였다. 당대표는 홍명희, 상무중앙집행위원은 홍명희·박용희(朴容羲)·이극로·오하영(吳夏英, 본명 오화영)·김평(金乎)·김원용(金元容)·이순탁(李順鐸)의 7인이 선임되었고 이들은 아래 같이 중앙위원 부서를 배정하였다.
서무 劉錫鉉 (副)康俊杓, 재무 尹元上 (副)崔東權, 조직 權廷植 (副)林榮, 선전 嚴雨龍 (副)朴一來, 비서 金逢和 (副)金琦煥, 훈련 李景錫 (副)柳種烈, 정치 趙憲植 (副)金昌燁, 문화 李甲燮 (副)尹容基, 조사 洪祥憙 (副)朴莞哲, 후생 申鎭雨 (副)李相鵔, 노동 朴儀陽 (副)河萬鎬, 농민 金商圭 (副)崔廟洙

### 단선단정 반대 및 남북협상 참가 (1948)
1948년 1월 13일 민주독립당은 남한단선안을 반대하는 당의 견해를 피력하며 다음과 같이 발표하였다. "일부에서 蘇聯의 비협력으로 남북통일 완전독립이 불가능할 때에는 南部만의 單選에 의한 정부 수립을 적극 주장하는 편도 있으나 이 결과는 우리 독립을 포기하는 것이고 우리 민족을 멸망의 구렁이로 몰아놓는 것 이외에 아무 소득이 없다는 것을 명백히 지적한다."
1948년 1월 25일 선전부장 엄우룡(嚴雨龍)과 상무위원 이순탁(李順鐸)이 당과의 노선 불합의를 이유로 민주독립당을 탈당하였다.
1948년 2월 3일 민주독립당은 단선단정론을 반대하면서 김구의 남북협상론을 지지하는 담화를 발표하였다.
1948년 3월 9일 민주독립당은 남한총선거 불참을 결의하였다.
1948년 3월 13일 한국독립당·민족자주연맹·민주독립당이 남북협상을 위한 행동통일을 모색하고 있다는 보도가 나왔다.
1948년 3월 30일 민주독립당은 민족자결원칙에 의한 남북협상 추진을 천명하였다.
1948년 4월 15일 민주독립당은 각 부서를 개편하였다.

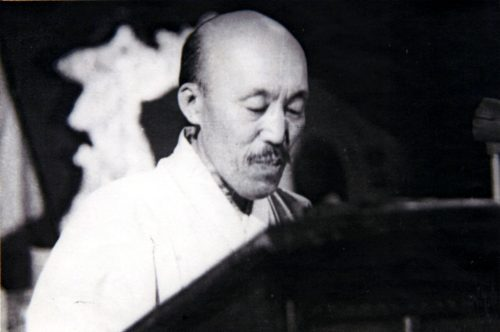
남북연석회의에 참석한 홍명희

1948년 4월 20일 민주독립당 위원장 홍명희 등 30여 명이 남북연석회의 참석을 위해 북행하였다.
1948년 5월 4일 민주독립당은 남북협상 결과에 관하여 다음과 같이 발표하였다. "1) 전조선정당단체대표자회의에서 결정된 결정서와 미소 양국에 제출한 요청서는 민족자결원칙에 의하여 완전 자주독립을 달성하자는 본당의 기본노선과 합치함을 확인한다. 2) 본당이 금번 회의의 결정을 지지하는 것은 어느 나라의 제안을 지지하거나 어느 나라를 반대키 위한 것이 아니라 오직 우리 민족의 진정한 이해를 위하여 행동하는 것 뿐이다."
1948년 5월 14일 민주독립당 선전부는 다음과 같이 발표하였다. "1) 금반 실시한 선거(제헌 국회의원 선거)는 공포와 불안에 떨면서 강요당한 강제투표였으므로 당연히 무효를 주장한다. 2) 금반 선거를 토대로 조직되는 단정은 우리 민족이 인정하지 않을 것이므로 본당은 자주적 통일정부수립에 매진할 것을 재강조한다."

### 좌우분열 및 대량 탈당 사태 (1948)

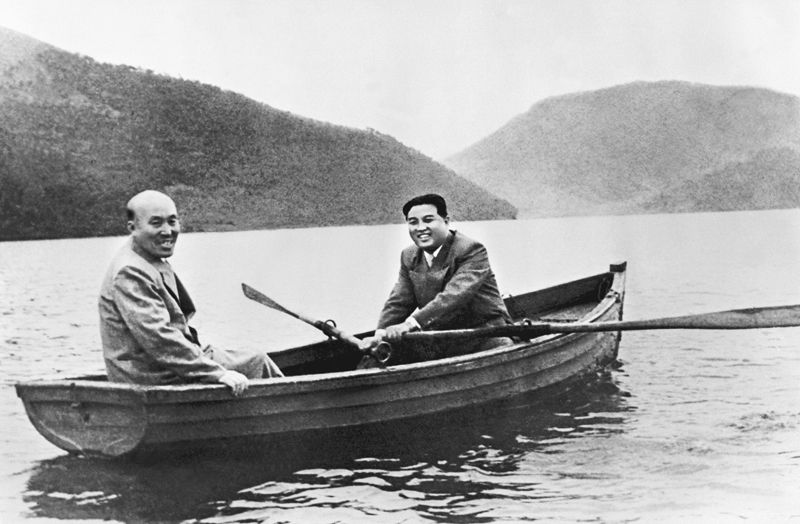
홍명희와 김일성

1948년 6월 23일 舊민중동맹(民衆同盟) 출신 200여 명은 당내행동이 통합정신에 투철치 못하고 정치행동이 배치됨으로 민주독립당에서 탈당한다는 성명서를 발표하였다.
1948년 8월 12일 제1차 남북협상 이래 민주독립당 당수 홍명희는 북조선에 체류하고 있거니와 동당에서는 양김씨(김구, 김규식)의 제2차 남북협상 부인성명을 계기로 이에 찬성도 반대도 하지 못할 심각한 내적 모순을 내포하게 되었다는 바 동당 정치부장 유석현(劉錫鉉)은 일절 정치단체를 이탈한다고 발표하였다.
1948년 8월 20일 민주독립당 내 좌파와 우파의 분열이 심각하다는 보도가 나왔다. 또한 7명의 당무위원 중 당대표 홍명희와 이극로가 아직 북에 체류 중이며, 박용희(朴容羲)·오화영은 당무에 방관적인 태도를 취함으로써 당의 결의기관의 운영이 두절되었음이 알려졌다.
1948년 8월 24일 민주독립당 내 북한정권 지지파와 양김씨(김구, 김규식) 지지파의 대치로 분열 위기에 처했다는 보도가 나왔다.
1948년 9월 23일 민주독립당 내 북한정권 지지파와 당노선 견지파의 균열 끝에 결국 당노선 견지파측 간부 374명은 탈당 성명을 발표하였다. 대략적인 탈당자 명단은 아래와 같았다.
朴容羲(상무) 오화영(상무) 辛義卿(상무) 趙憲植(상무) 李東山(감찰위원장) 權廷植(조직부장) 權寧禹(선전부장) 李義植(후생부장) 李景錫(훈련부장) 張子一(외교위원장) 金昌曄(정치부차장) 玄暻(청년부장) 朴一來(문화부차장) 林濚(조직부차장) 안재홍 楊宇朝 李昇馥 柳梅辰 金洙喆 李斗烈 許侃龍 외 중앙집행위원 及 감찰위원 각 지부 책임위원 374명 서명

### 등록취소 (1949)
1949년 10월 18일 이철원(李哲源) 공보처장은 '법령 제55호 제2조 (가)항'에 해당되는 정당·사회단체로서 제1차로 남조선로동당·근로인민당·민주독립당 등 133단체를 등록취소처분하였다.
1950년 5월 27일 치안국 사찰과는 1949년 발생한 남로당 프락치 사건에 민주독립당 洪明興·洪起文·河萬鎬·申鳳夏·洪鐵喜·김무삼·마진화 외 10여 명이 연루됐었다고 발표하였다.

## 같이 보기
- 조선민주주의인민공화국의 정치
- 조선민주주의인민공화국의 정당
- 조선민주주의인민공화국의 선거
- 대한민국의 정치
- 대한민국의 정당
- 대한민국의 선거